# マシュー・スターリング
マシュー・ウィリアムズ・スターリング（Matthew Williams Stirling、1896年8月28日 - 1975年1月23日）は、アメリカ合衆国の考古学者、人類学者。スミソニアン博物館員として主にメキシコ南部、中央アメリカ、南アメリカの発掘調査を行った。オルメカ文明研究の草分けとして知られる。

## 生涯
スターリングはカリフォルニア州サリナスに生まれた。1914年にカリフォルニア大学に入学し、はじめ地質学を専攻したが、のちに人類学に移った。第一次世界大戦中の1917年から1919年の間アメリカ海軍の少尉として従軍し、戦後の1920年に卒業した。翌年ワシントンD.C.にあるスミソニアン博物館（当時の名称は国立博物館）の民族学部門に就職した。1922年にジョージ・ワシントン大学の修士の学位を得た。
1922年に南フランスと北スペインの旧石器時代の遺跡を自転車で探検した。1923年にはフロリダ州ウィーデン島の発掘を指揮し、またサウスダコタ州で18世紀の先住民の墓を発掘した。
1924年に博物館を去り、ペルーを訪れてカンパ（アシャニンカ族）やアムエシャ（ヤネシャ族）の人々のもとで数週間を過ごした。
1925年から1927年にかけて、当時外部には未知の世界だったオランダ領ニューギニア内陸部の大規模な探検を、スミソニアン博物館と植民地当局の支援によって行なった。探検には飛行機、4隻の船、数百人のマレー人兵士、囚人、ダヤク族のカヌーの漕ぎ手が動員された。
1928年にスミソニアン博物館のアメリカ民族学局(BAE)局長に就任し、1958年に退職するまでその職にあった。1960年以後はナショナルジオグラフィック協会の調査探検委員をつとめた。
1930年代には公共事業促進局の助成によるいくつかの州の考古学調査を指揮した。スターリング本人は再びフロリダを発掘し、またエクアドルのヒバロ族を調査した。
スターリングは1933年にマリオン・イリグと結婚した。マリオンはスターリングのアメリカ民族学局での元秘書であり、ともに研究を行い、共著で論文を書いた。
オルメカの遺物が古典期マヤのものと異なって、より単純であることから、マヤ文明がメソアメリカ最古の文明であるとする当時の通説にスターリングは疑問をもち、オルメカ研究に向かった。1938年にメキシコのベラクルス州南部にあるトレス・サポーテスを旅行した。翌1939年から1946年までかけて、スミソニアン博物館とナショナルジオグラフィック協会の後援により、スターリングはフィリップ・ドラッカーを助手として、トレス・サポーテス、セロ・デ・ラス・メーサス、ラ・ベンタ、サン・ロレンソ・テノチティトランを発掘した。トレス・サポーテスでは長期暦の日付を刻んだ石碑Cを、セロ・デ・ラス・メーサスでは翡翠製品の貯蔵所を、ラ・ベンタでは墓と埋められた副葬品を、サン・ロレンソでは当時最大の巨石人頭像を発見した。
トレス・サポーテス石碑Cの長期暦は当初一部分が欠けていたが、マリオンによって7.16.6.16.18と復元された。これは紀元前32年にあたり、マヤ碑文の日付よりはるかに古かったために、発表されると大きな議論を呼んだ。マヤ研究者の多くはオルメカがマヤより古いという説に反対し、J.エリック S.トンプソンはオルメカを後古典期の文明と主張した。現在では放射性炭素年代測定により、オルメカ文明がスターリングの主張よりもさらに古いことがわかっている。
スターリングはまたチアパス州のイサパ遺跡についてもオルメカとマヤを結ぶ遺跡として注意を向けた。
1943年にフロリダ州のタンパ大学から名誉理学博士号が贈られた。
1948年から1952年にかけてパナマ、1957年にエクアドルのマナビ県、1964年にはコスタリカで発掘を行った。
癌のため、1975年にワシントンD.C.で没した。

## 評価
マイケル・D・コウによると、オルメカ文明の遺物は19世紀以来発見されていたものの、オルメカ文明研究の基礎を築き、その価値が知られるようになったのはスターリングの発掘によるのであり、その意味でスターリングはメキシコのミゲル・コバルビアスと並ぶオルメカ文明の発見者と言えるという。